# Cláudio Silva

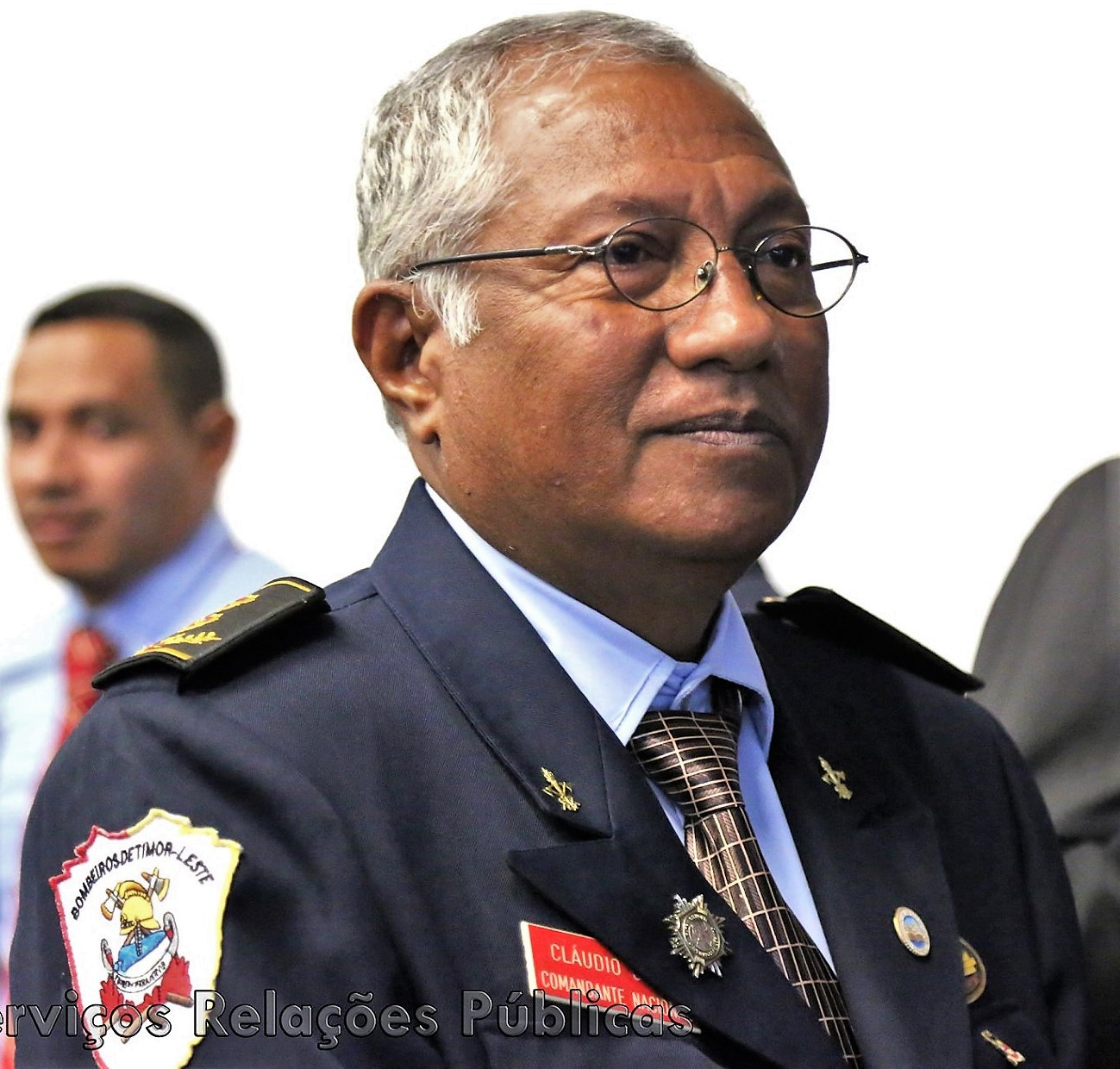
Cláudio Silva (2020)

Cláudio Silva (* 14. März 1966) ist ein osttimoresischer Feuerwehrmann.
Nach Abzug der indonesischen Besatzung wurde Silva am 9. November 1999 unter der Verwaltung der Vereinten Nationen zum neuen nationalen Kommandanten der Feuerwehr in Osttimor bestimmt. Die offizielle Gründung der Feuerwehrbehörde fand am 23. April 2000 statt.
2013 absolvierte Silva ein Studium an der Universidade da Paz (UNPAZ).